# Leucoloma phumiengse
Leucoloma phumiengse là một loài rêu trong họ Dicranaceae. Loài này được Tixier mô tả khoa học đầu tiên năm 1971.